# Paul Abadie (rugby à XV)
Pour les articles homonymes, voir Paul Abadie (homonymie) et Abadie.
Pas d'image ? Cliquez ici

a Compétitions nationales et continentales officielles uniquement.

b Matchs officiels uniquement.
Dernière mise à jour le 16 mai 2025.
Paul Abadie, né le 28 juillet 1994, est un joueur français de rugby à XV évoluant au poste de demi de mêlée.
Il est le fils d'André Abadie et le petit-fils de Serge Méricq, anciens joueurs du SU Agen, ainsi que le cousin germain des frères Loris et Lucas Tolot.

## Carrière

### Formation
Paul Abadie commence la pratique du rugby à XV au SU Agen dès 2001 à l'âge de 7 ans.

### En club
Paul Abadie débute avec l'équipe professionnelle du SU Agen en 2013 lors de la saison 2013-2014 de Pro D2. Avec le club agenais, il vit une relégation en 2016 et deux promotions en Top 14 en 2015 et 2017.
En février 2017, il prolonge son contrat avec Agen jusqu'en 2019. En novembre 2018, il prolonge pour deux saisons de plus soit jusqu'en 2021.
En janvier 2021, il s'engage officiellement avec le CA Brive pour deux saisons plus une optionnelle.
Après deux saisons à Brive, il rejoint l'Union Bordeaux Bègles pour la saison 2023-2024 de Top 14.
Le 28 juin 2024, il est remplaçant en finale du Top 14, organisée exceptionnellement au Stade Vélodrome de Marseille, face au Stade toulousain. Les Bordelais ne parviennent pas à inquiéter les Toulousains et s'inclinent sur le large score de 59 à 3.
Peu utilisé par le club bordelais lors de la saison 2024-2025 (un match disputé), il rejoint en prêt le Stade français à partir de février 2025, en tant que joker médical de Brad Weber.

### En équipe nationale
Avant d'être lancé en professionnel, Paul Abadie joue avec les équipes de France des moins de 17 ans, des moins de 18 ans et des moins de 19 ans.
En 2013, il est convoqué pour participer à un stage de préparation à Marcoussis avec l'équipe de France des moins de 20 ans.